# Toxoscelus rugicollis
Toxoscelus rugicollis (лат.) — вид жуков-златок рода Toxoscelus из подсемейства Agrilinae.

## Распространение
Ориентальная область: Филиппины (Luzon).

## Описание
Златки мелкого размера, длина тела около 5 мм. Бронзовый, с пурпурным отливом. Голова концентрически морщинистая, пунктированная, с небольшим круглым вдавлением около темени. Грудь с сильно закругленными сторонами спереди, а затем быстро сходится почти по прямым линиям к основанию. Поверхность концентрически морщинистая и пунктированная, с овальным поперечным вдавлением на диске ниже переднего края и довольно большим несколько почковидным вдавлением чуть выше основания, около каждого заднего угла; есть также очень небольшое углубление возле передних углов. Надкрылья намного шире основания груди, стороны выемчатые, вершина закругленная, каждая с перевязью у основания, круглым пятном около шва и овальным пятном сбоку над серединой, а также двумя сильно зигзагообразными полосами. Пронотум округлый, с зубчатыми боковыми краями, заострёнными первыми парами бёдер и голеней.

## Систематика
Сходен с Toxoscelus actenodes, но отличается блестящими покровами, цвет пурпурный, надкрылья с отчетливым рисунком из белых щетинок (этим напоминает Neotoxoscelus). Вид был впервые описан в 1874 году английским энтомологом Эдвардом Сандерсом (1848—1910), а его валидный статус был подтверждён в ходе ревизии, проведённой в 2011 году американским колеоптерологом Чарльзом Беллами (1951—2013) и его японским коллегой Sadahiro Ohmomo (Япония).